# کوک کهون هنگ
کوک کهون هنگ (انگلیسی: Kuok Khoon Hong) (زاده ۱۹۵۱) کارآفرین، بازرگان، سرمایه‌دار و مدیر ارشد اجرایی سنگاپوری است، که در سال ۱۹۹۱ شرکت ویلمار اینترنشنال را تأسیس نمود. وی هم‌اکنون رئیس هیئت مدیره ویلمار اینترنشنال می‌باشد.